# Campbellsville
Campbellsville est une ville du comté de Taylor dans le Kentucky, aux États-Unis. La population totale était de 10498 habitants au recensement de 2000. C'est la ville principale du comté de Taylor. Campbellsville est jumelée avec Buncrana dans le comté de Donegal en Irlande.

## Histoire
Ville fondée en 1817 par Andrew Campbell, originaire de Virginie.
Campbell était le propriétaire d'une minoterie et d'une taverne, il commença à vendre des terrains de la ville en 1814. Campbellsville devint la ville principale du comté quand le comté de Taylor et celui de Green se séparèrent en deux comtés distincts en 1848. La ville accepta alors de céder un terrain au comté de Taylor pour un dollar, afin d'y construire le tribunal.
Le premier tribunal fut brulé en 1864 par l'armée confédérée ainsi que le second tribunal, construit au même endroit. Le troisième tribunal d'architecture moderne fut construit en 1965 sur un terrain adjacent celui de l'ancien sur lequel une partie de l'ancien tribunal se trouve encore. La construction d'un nouveau centre judiciaire a commencé en 2008, en réponse a la nécessité d'un tribunal plus efficace ainsi que d'une prison de comté "officielle", évitant le transport des condamnés vers les prisons avoisinantes de Lebanon dans le comté de Marion.

## Éducation
La ville abrite l’université de Campbellsville.

## Galerie photographique

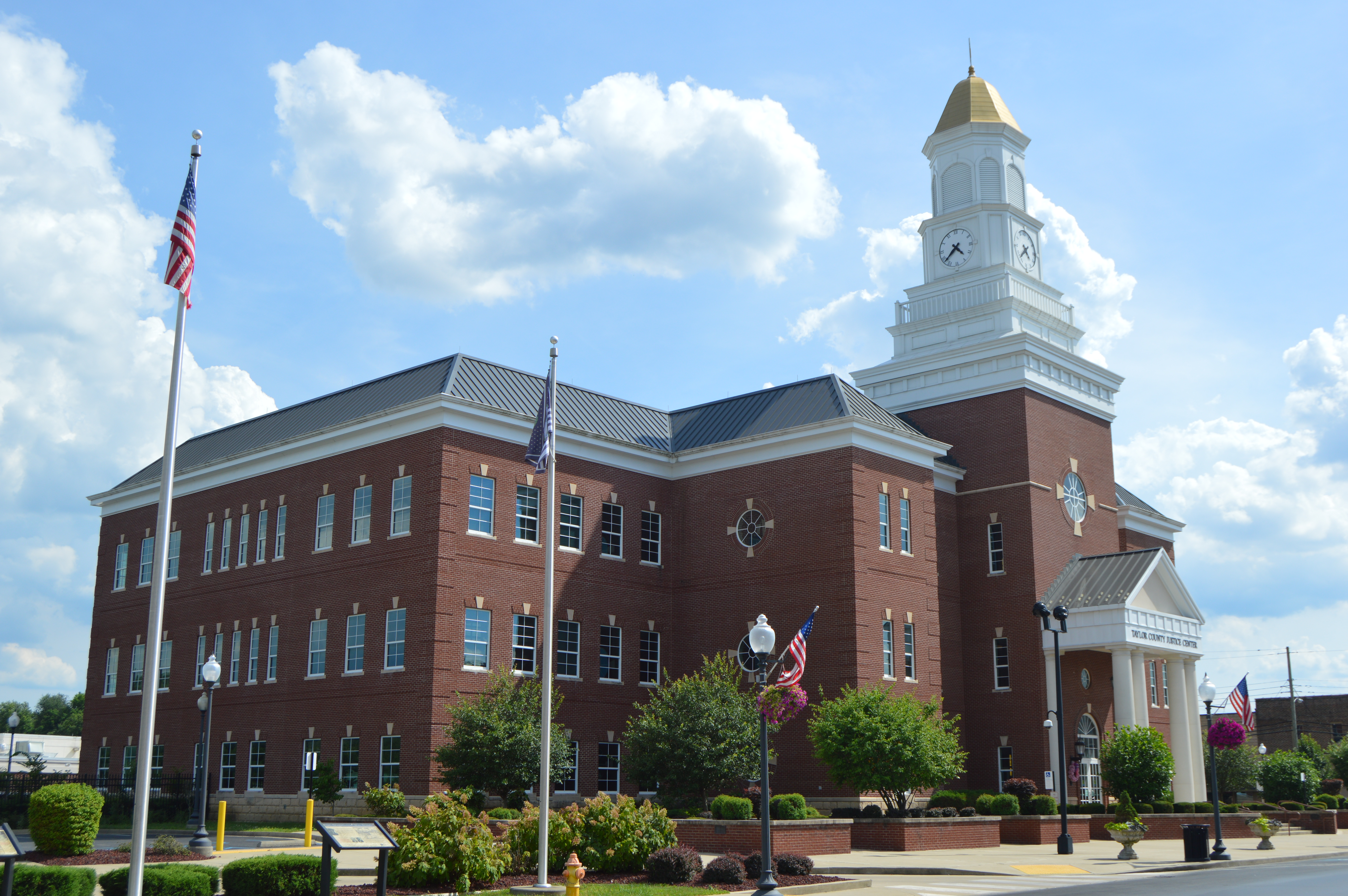
La cour de justice du comté
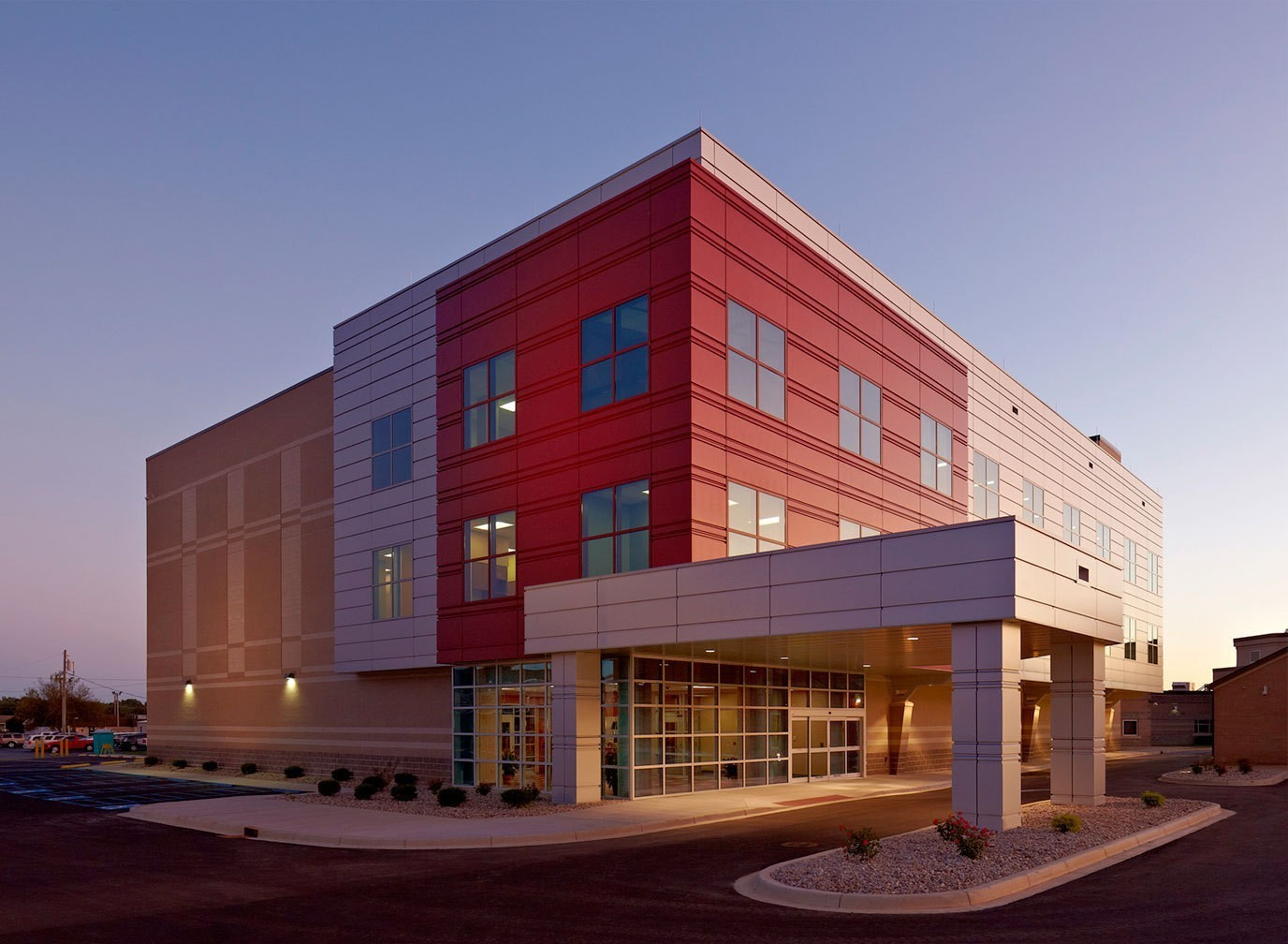
L’hôpital régional